# José Massanés y Mestres

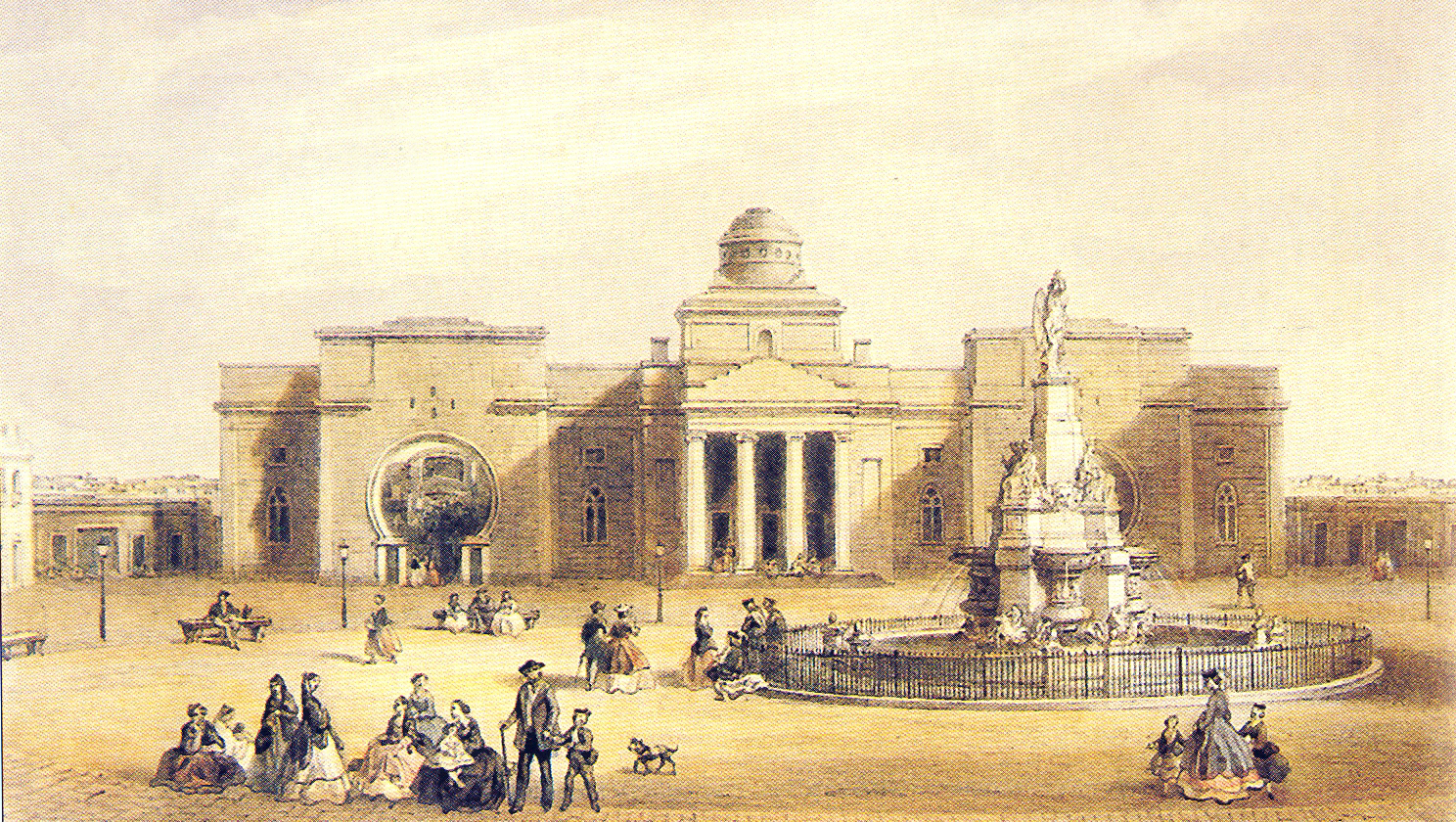
Portal de Mar, litografía de Isidore Laurent Deroy.

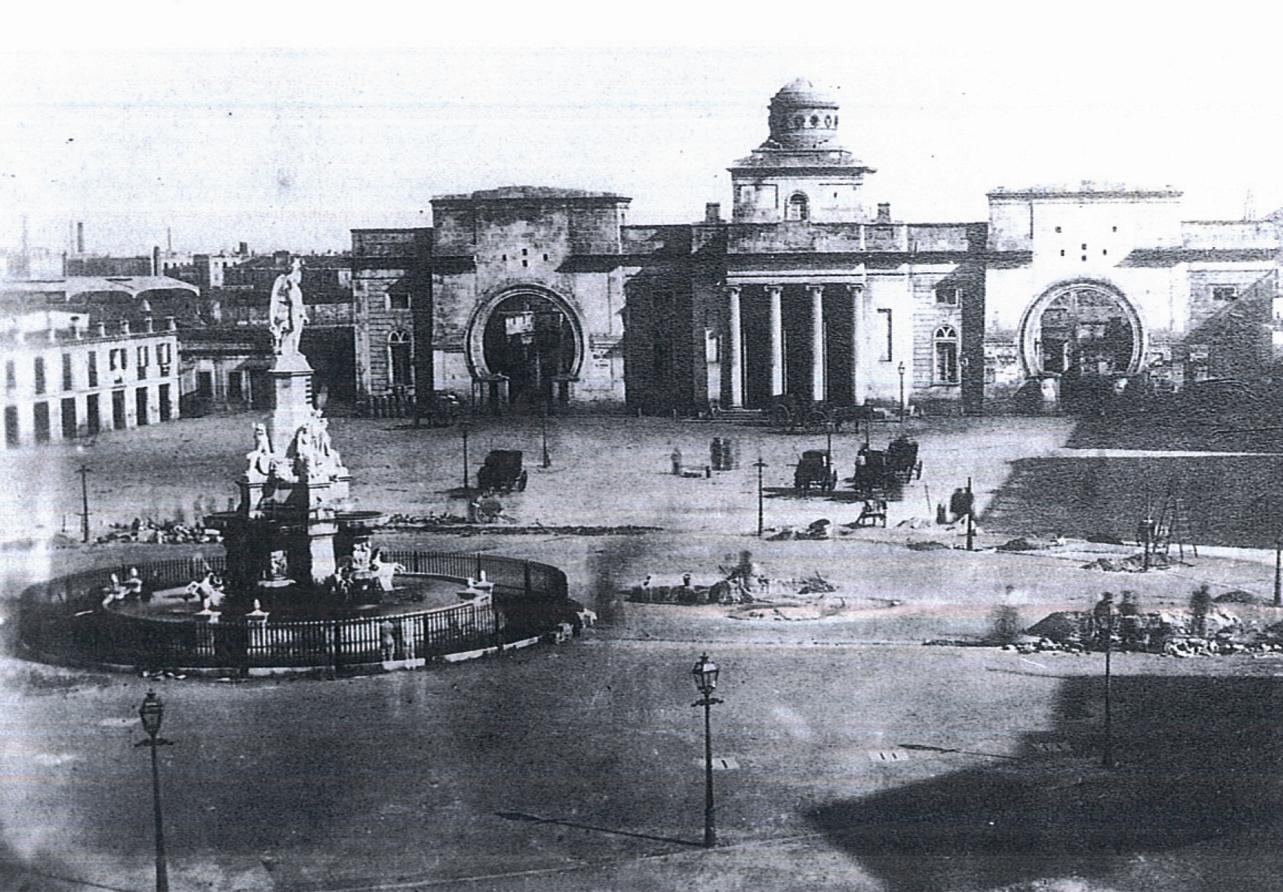
Portal de Mar hacia 1858, con la fuente del Genio Catalán.

José Massanés y Mestres (en catalán: Josep Massanès i Mestres) (Barcelona, 1777-Barcelona, 1857) fue un arquitecto e ingeniero militar español. Padre de la escritora María Josefa Massanés.

## Biografía
Se formó en la Escuela de la Lonja de Barcelona. Ingresó en el ejército con el estallido de la Guerra de la Independencia Española (1808), como capitán de zapadores. En 1811 participó en el intento de liberación del Castillo de Montjuïc. En 1825 fue nombrado comandante del regimiento de infantería Cantabria. En 1832 obtuvo el título de arquitecto por la Real Academia de San Fernando. En 1844 ascendió a teniente coronel, y poco después a coronel.
De ideología constitucionalista y liberal, estuvo confinado entre 1827 y 1829, pasando al exilio en Francia hasta la amnistía de 1832.
En 1818 presentó al capitán general Castaños una primera idea para un ensanche de Barcelona, que no se llevó a la práctica. Al año siguiente fue destinado a Tarragona, donde levantó un plano topográfico de la ciudad. Ese año pidió permiso para participar en la Guerra de independencia de Grecia, pero le fue denegado.
En 1819 realizó el sepulcro del padre del general Castaños en la iglesia de Nuestra Señora del Lledó en Valls.
Por encargo de la Diputación de Barcelona, en 1821 se ocupó del trazado de la división de Cataluña en cuatro provincias.
En 1833 se encargó de la reforma del Pla de Palau, y entre 1844 y 1848 construyó en la misma plaza el Portal de Mar, un monumental pórtico de acceso a la Barceloneta desde la plaza, que fue derribado en 1859. De estilo ecléctico, mezclaba elementos clásicos, góticos y orientales, y estaba formado por una puerta con cuatro columnas jónicas, frontón escalonado y cúpula, mientras que en los laterales se situaban unos monumentales arcos de herradura ultrapasados apoyados sobre dobles columnas.
Massanès fue autor también de un plan de ensanche en 1838, que comprendía el triángulo situado entre Canaletas, la plaza de la Universidad y la plaza de Urquinaona, y que ya esbozaba lo que sería la plaza de Cataluña, situada en el centro del triángulo. Fue autor también de los trazados de las calles Cervantes y Sobradiel y del paseo del Cementerio.
Fue académico de la Real Academia de Bellas Artes de San Fernando.
Fue padre de la escritora Maria Josepa Massanès.